# Кульшовий суглоб
Кульшовий суглоб, тазостегновий суглоб або суглоб Фізора (лат. articulatio coxae) — другий за величиною після колінного суглоба у ссавців. Утворений суглобовою поверхнею головки стегнової кістки і півмісяцевою поверхнею кульшової западини тазової кістки. Назва «кульшовий» дана за українським відповідником латинського терміна лат. coxa — «кульша».

## Анатомія
Кульшовий суглоб за формою чашоподібний, за будовою простий, за функцією трьохвісний. Виконує рухи навколо трьох осей — вертикальної, сагітальної та лобової.

Виконує:
- згинання (flexio) і розгинання (extensio);
- приведення (adductor) і відведення (abductor)
- складні колові оберти (circumductio)

Розрізняють позасуглобові та внутрішньосуглобові зв'язки кульшового суглоба. До внутрішньосуглобових належить зв'язка головки стегна (lig. capitis femoris), яка оточена синовіальною мембраною і є амортизатором. Через зв'язку проходить затульна артерія, яка живить головку стегнової кістки

### Кровопостачання
Кровопостачання кульшового суглоба відбувається із суглобової сітки (лат. rete articulare), утвореної гілками присередньої та бічної огинальних стегнових артерій (лат. аа. circumflexa femoris medialis et lateralis) і затульної артерії (лат. a. obturatoria). Венозна кров відтікає в глибокі вени стегна та таза.

### Інервація
Іннервацію кульшового суглоба забезпечують затульний, стегновий і сідничий нерви.

### Лімфовідтік
Лімфовідтік відбувається в глибокі пахвині та пристінкові тазові лімфатичні вузли.

## Травми, вади суглоба

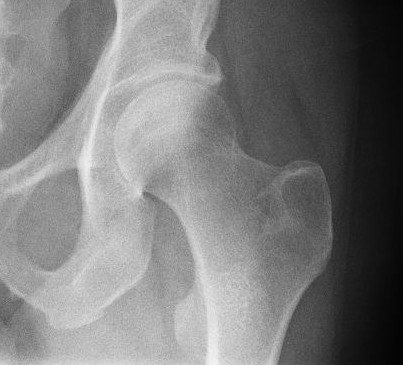
Рентгенологічне зображення здорового лівого кульшового суглоба

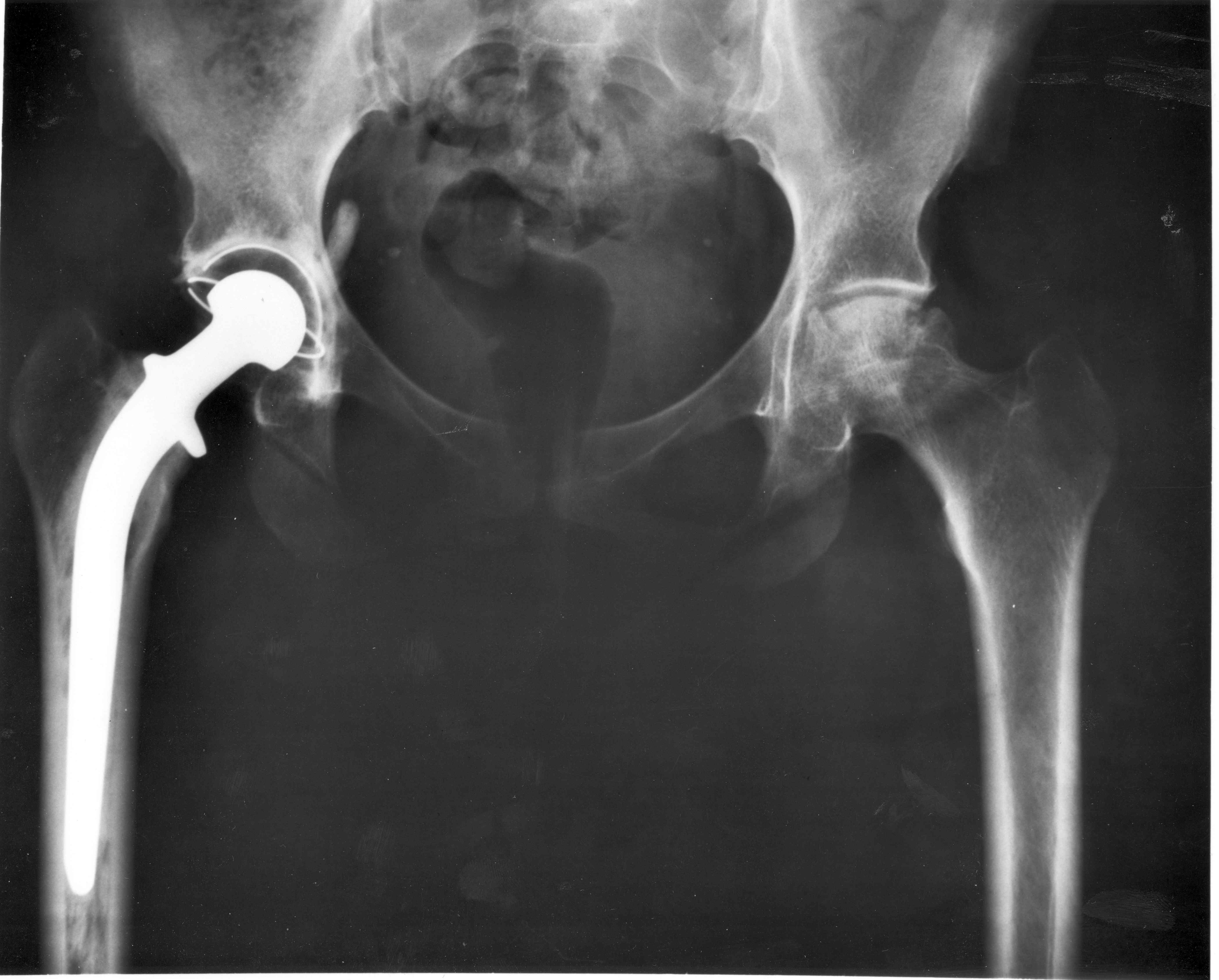
Рентгенологічне зображення після Тотального ендопротезування кульшового суглобу

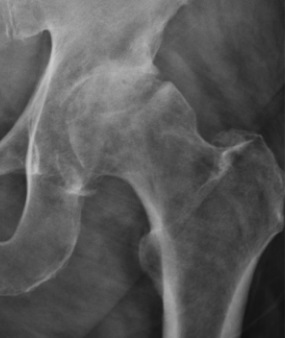
Рентгенологічне зображення артрозу кульшового суглобу(коксартроз)